# Blockbuster – Das Leben ist ein Film
Blockbuster – Das Leben ist ein Film ist ein Charity-Spielfilm des österreichischen Regisseurs Vlado Priborsky aus dem Jahr 2015, dessen gesamte Einnahmen an die St. Anna Kinderkrebsforschung gespendet wurden. Zahlreiche prominente österreichische Schauspieler sowie die gesamte Crew wirkten ehrenamtlich an dem Projekt mit. Vlado Priborsky, die Hauptfigur des Films, wird von Wolfgang Rauh verkörpert.
Auf der Seite film.at hieß es zur Premiere des Films, er erzähle „unterhaltsam, berührend und humorvoll die Lebensgeschichte eines jungen Mannes, der sich in Höhe und Tiefen des Lebens seiner Leidenschaft“ widme.
Die Premiere des Films fand am 30. Juni 2015 im Wiener Gartenbaukino statt. In Deutschland wurde der Film 2016 bei den 50. Internationalen Hofer Filmtagen erstmals gezeigt.

## Handlung
Vlado Priborsky ist zwölf Jahre alt, als er 1987 mit seinen Eltern aus Tschechien nach Wien übersiedelt. Nach und nach entdeckt er die westliche Welt und einen schier unerschöpflichen Schatz an Spielfilmen. Aus dieser Leidenschaft erwacht der Wunsch, selbst Kurzfilme zu drehen – und bald schon reift die Idee eines Langfilms heran.
In einer eher zufälligen Begegnung mit dem bekannten österreichischen Regisseur Harald Sicheritz manifestiert sich dieser Lebenstraum. Doch das Leben hält einige Herausforderungen bereit: Eine davon ist die Diagnose Krebs, die Priborsky mit gerade einmal 26 Jahren erhält. Schlimmer noch wiegt der Verlust seines Sohnes David, den er wenige Tage nach seiner Geburt verliert, und auch der Verlust von Freunden reißt Wunden, ebenso wie die Sorge um seinen schwer erkrankten Vater.
Vlado Priborsky lässt sich aber nie von seinem Traum abbringen, eines Tages, allen Widrigkeiten zum Trotz, den Titel seines Kinofilms auf der Leinwand zu sehen: Blockbuster!

## Produktionsnotizen
Die Dreharbeiten zum Film fanden zwischen Mai und Dezember 2014 in Wien und Niederösterreich statt. Produziert wurde der Film von Independent Works, Vlado Priborsky und Moorland Pictures. In der Rolle des kleinen Vlado Priborsky ist der Sohn des Regisseurs zu sehen. Kurzauftritte haben Ursula Strauss, Katharina Strasser, Sabrina Reiter, Thomas Stipsits, Reinhard Nowak, Serge Falck, Hilde Dalik, Manuel Rubey, Hans Georg Heinke, Harald Sicheritz, Erol Nowak, Verena Leitner, Christiani Wetter, Vitus Wieser, Andreas Wutte, Brigitta Kanyaro, Christian Ruthner und Vero Eli Schwarz. „In Summe“ hätten „150 Menschen freiwillig geschuftet“, erzählte der Regisseur. Für ihn sei es nicht einfach gewesen, „über seine Erlebnisse zu schreiben“, noch schwieriger aber „sie zu drehen“.
Der Titelsong „Neues Leben“ wurde von Rapper Royal in Zusammenarbeit mit Zweitfrau Sängerin Diana Lueger komponiert.
Der Film wurde auf einigen internationalen Festivals gezeigt und erhielt sieben Auszeichnungen und vier Nominierungen. In die österreichischen Kinos kam er am 3. Juli 2015. Das Studio Independent Works (Hoanzl) gab den Film am 1. April 2016 auf DVD heraus.

## Kritik
Dia Westerteicher bewertete den Film für evil.ed-de und schrieb, auf der einen Seite sei er „eine erfreulich selbstironische und -kritische Autobiografie“, biete „andererseits aber so viel mehr als nur eine interessante Lebensgeschichte“. Entstanden sei ein Film, „der von der Liebe zum Kino und der Magie des Bildes geprägt“ sei. „Hinreißend“ werde die Figur eines Kartenabreißers, „der gleichzeitig als Muse und schärfster Kritiker“ funktioniere, „vom österreichischen Altstar Franz Buchrieser gespielt“. Seiner Figur würden vom Drehbuch wunderbare Dialoge […] in den Mund gelegt, eine schöne Verbeugung von Vlado Priborsky – und hier sei der echte gemeint – vor dem verehrten Schauspieler und dem eher klassischen Kino. Ein wunderbarer Satz aus dem Drehbuch sei: „Man erzählt eine Geschichte die bewegt, bringt Leute  zum Lachen, zum Weinen und zum Nachdenken und wenn man die richtigen Bilder dazu findet, gefällt es den Menschen.“ Das sei „tatsächlich das Motto von ‚Blockbuster‘“. Westerteicher meinte, man empfinde „niemals Langeweile“, der „Humor“ sei „zumeist treffsicher und deutlich in der österreichischen Tradition des eher trockenen selbigen“, die „dramatischen Szenen“ funktionierten „zumeist recht gut, wobei hier und da ein wenig Spielberg-Schmalz nicht geschadet hätte“. Nachdem Westerteicher dem Film auch Schwächen hinsichtlich des Schnittes und der Schauspielführung bescheinigt hatte, kam sie zu dem Endergebnis, dass ‚Blockbuster‘ ein Film sei, „den man sicherlich auch gerne mehrfach gucken“ könne, „ein größeres Kompliment“ könne man „einer absoluten Independent-Produktion kaum machen“.
Alexandra Seibels Kritik  auf der Seite film.at war durchaus wohlwollend, sie schrieb: „Wenngleich ‚Blockbuster‘ teils wie ein abendfüllendes Bewerbungsvideo anmutet, wirken Ambition und Charme des Projekts höchst ansteckend.“
Die österreichische Wochenzeitung Die Furche fand den Film „erstaunlich“ und das Lifestyle-Magazin für Frauen Die Wienerin meinte, das sei „Kino mit Gewissen“. Die Kronen Zeitung bezeichnete den Film als „eine Tragikomödie, die einem das Herz auswringt“. Ö1 Kultur führte aus: „Blockbuster ist ein kurzweiliger Streifen mit sehr berührenden Szenen und erstaunlichen Wendungen, getragen von der kreativen Energie seines Schöpfers und von den sprühenden Ideen eines großen Teams“.